# بنیاد دفاع از دموکراسی‌ها
بنیاد دفاع از دمکراسی‌ها (به انگلیسی: Foundation for Defense of Democracies) با کوته‌نوشت FDD یک اندیشکده نومحافظه‌کار مستقر در واشینگتن، دی.سی. است که تمرکز آن بر امنیت ملی و سیاست خارجی ایالات متحده آمریکا است. گرایش‌های سیاسی آن غیر حزبی، باز جنگ‌طلب یا نومحافظه‌کار توصیف شده‌است. این بنیاد در طی سال، رخدادهایی مانند همایش سالانه‌اش را در واشینگتن، با حضور مقامات، دیپلمات‌ها و نظامیان برگزار می‌کند.
این بنیاد بخشی از لابی اسرائیل در آمریکا شناخته شده‌است.

## بنیان‌گذاری و آرمان‌ها
بنیاد دفاع از دموکراسی کمی بعد از حملات ۱۱ سپتامبر از کارشناسان زمینه‌های مختلف و دانشگاهیان پایه‌گذاری شد تا «با پژوهش عمیق و موشکافانه، کنش‌های غیرقانونی را شناسایی کند و گزینه‌هایی را با هدف تقویت امنیت ملی آمریکا و کاهش یا محو تهدیدهای مخالفان و معارضان آمریکا برای سیاست‌گذاری ارائه کند.»
تمرکز این مؤسسه بر سیاست خارجی و امنیت ملی است و به گفته خودش از هیچ دولت خارجی کمک مالی نمی‌گیرد.
این بنیاد با دفاع از سیاست نبرد با تروریسم جرج دابلیو بوش، مخالف تشکیل کشور فلسطین، مخالف برجام و دفاع از تحریم‌های ایران، خود را به‌عنوان نهادی نزدیک به نومحافظه‌کاران آمریکا و راست‌گرایان حزب لیکود اسرائیل معرفی می‌کند.
افراد و شرکت‌های زیادی از این بنیاد، پشتیبانی مالی می‌کنند. اما بزرگ‌ترین پشتیبانان مالی آن، ثروتمندان یهودی آمریکایی هستند که برخی از آنها از الحاق بیت‌المقدس شرقی به اسرائیل پشتیبانی می‌کنند.

## فعالیت‌ها

### پروژه ایران
بنیاد دفاع از دمکراسی‌ها یکی از بزرگ‌ترین منتقدان جمهوری اسلامی ایران است. برنامه ایران بنیاد دفاع از دمکراسی‌ها که توسط مارک دابوویتس مدیر عامل ارشد اجرایی این بنیاد هدایت می‌شود. در پی «رسیدگی به خطر ناشی از جمهوری اسلامی ایران برای آمریکا و متحدین آن» و انجام پژوهش مشروح، و تهیهٔ گزینه‌های سیاستی جامع و قابل انجام و حضور مستمر در رسانه‌ها است. بنیاد دفاع از دمکراسی‌ها می‌گوید این کار را از طریق حمله به «آسیب‌پذیرترین نقطه‌های ایران: عملیات جهانی رسانه‌ای آن، حضور آن در آمریکا و اروپا، مسایل مالی آن و تلاش‌های آن برای پشتیبانی از فعالیت‌های تروریستی در خارج» انجام می‌دهد. مشخصا بنیاد دفاع از دمکراسی‌ها جاه طلبی‌های هسته‌ای ایران از طریق برنامه اتمی ایران و نقض حقوق بشر در ایران را از طریق پروژه حقوق بشر خود دغدغه خود قرار داده‌است.
این نهاد خواهان تحریم نهادهای مختلف ایران از جمله بخش انرژی، بانک مرکزی و سوئیفت بوده‌است. در سال ۲۰۱۵ از چهار شاهدی که در کمیته بانکداری سنای ایالات متحده آمریکا دربارهٔ تحریم‌های ایران حضور داشتند دو نفر، از کارشناسان این بنیاد بودند و یک نفر عضو هیئت مشاوران این بنیاد بودند.
در اوت ۲۰۱۹ وزارت امور خارجه ایران بر پایه «قانون مقابله با نقض حقوق‌بشر و اقدامات ماجراجویانه و تروریستی آمریکا در منطقه» مصوب ۲۲ مرداد ۱۳۹۶، این بنیاد و مارک دوبوویتز بنیانگذار و مدیر عامل اجرایی آن را در فهرست تحریم خود قرار داد.
تحریم‌هایی که در اکتبر ۲۰۲۰ علیه ۱۸ بانک ایرانی اعمال شد، به تحریک و پشتیبانی بنیاد دفاع از دمکراسی‌ها انجام شد.

## بودجه
بزرگ‌ترین اهداکنندگان مالی به این نهاد به ترتیب برنارد مارکوس مؤسس هوم دیپو، پال سینگر مدیر الیوت منیجمنت کرپوریشن و شلدون ادلسون مالک کازینوی لاس وگاس سندز بوده‌اند.
به گزارش وبگاه تینک پروگرس، بیشتر بودجه این بنیاد از سوی اهدا کنندگان حامی اسرائیل، تأمین می‌شود. با انتشار منابع مالی این بنیاد، روشن شده که پشتیبانی فزایندهٔ این بنیاد از مداخلهٔ نظامی آمریکا در خاور میانه، مواضع پیکارجویانهٔ آن علیه ایران و دفاع آن از سیاست دست راستی در خصوص اسرائیل، با علایق حامیان مالی آن که مرتبط با لابی اسرائیل در آمریکا هستند سازگار است.
به گفته دنیس جت، از سفیران سابق آمریکا، این بنیاد اطلاعات چندانی در مورد این که پول آن از کجا می‌آید و به کجا می‌رود ارائه نمی‌کند.

### ۲۰۰۱–۲۰۰۴
در سال ۲۰۱۱, وبسایت خبری تینکپروگرس اسناد فرم مالیاتی ۹۹۰ اف‌دی‌دی را منتشر کرد که منبع بودجه‌های اف‌دی‌دی بین سال‌های ۲۰۰۱ و ۲۰۰۴ را افشا کرد. اهداکنندگان ارشد عبارت بودند از:
- رانلد آرنال:: $1,802,000[۲۸]
- ادگار برونفمن و چارلز برونفمن: $1,050,000[۲۸]
- مایکل استاینهارت: $850,000[۲۸]
- بنیاد خانواده ایبرمسن (از لیونارد ایبرمسن): $822,523[۲۸]
- برنارد مارکوس: $600,000[۲۸]
- لوییس رانیری: $350,000[۲۸]

دیگر اهدا کنندگان سرشناس:
- حییم سبان[۲۸]
- جنیفر لازلو مزراحی[۲۸]
- داگلاس جی فیث[۲۸]

### ۲۰۰۸–۲۰۱۱
اسناد Schedule A اف‌دی‌دی که تا پایان سال مالیاتی ۲۰۱۱ ارسال شده نشان می‌دهد این سازمان از سال ۲۰۰۸ تا ۲۰۱۱ بیش از $۲۰٬۰۰۰٬۰۰۰ بودجه جمع کرده، و سه بیشترین اهداکننده این افراد بوده‌اند:
- برنارد مارکوس: $10,745,000[۲۹]
- پال سینگر: $3,600,000[۲۹]
- شلدون ادلسون: $1,510,059[۲۹]

### ۲۰۱۷
در سال ۲۰۱۸, آسوشیتد پرس گزارش کرد که امارات متحده عربی از طریق الیت برویدی و جرج نادر $۲٬۵۰۰٬۰۰۰ برای میزبانی کنفرانسی در میانه بحران دیپلماتیک قطر دربارهٔ نقش این کشور به عنوان یک دولت حامی تروریسم ارسال کرده. اف‌دی‌دی اظهار کرده پولی از حکومت‌های خارجی نمی‌پذیرد، و افزوده که «مطابق با سیاست بودجه ای‌مان از او خواستیم آیا بودجه اش مرتبط با هیچ حکومت خارجی هست یا معامله کسب و کاری در خلیج فارس دارد. او به ما اطمینان داد که این‌طور نیست.»
آدام هنیه اظهار داشت که کنفرانس مهم اف‌دی‌دی در ۲۳ مه ۲۰۱۷ مطابق با سیاست امارات در آن زمان بود که رسماً قطر را به تأمین مالی گروه‌های اسلامگرا متهم می‌کرد، و اضافه کرد ایمیل‌هایی که کوتاه مدتی بعد درز کرد نشان داد یوسف العتیبه رابطه صمیمانه ای با اف‌دی‌دی داشته، و اظهارات رابرت گیتس در این مجمع را بازبینی کرده.

### دیگران
اضافه بر این معلوم شده‌است که اف‌دی‌دی تا ۲۰۱۶ از این منابع پول دریافت کرده‌است:
| - Abstraction Fund: 24 - Hertog Foundation: 24 - Jacobson Family Foundation: 30 - Klarman Family Foundation: 30 - Koret Foundation: 30 - Milstein Family Foundation: 30 - Nathan Seter Foundation: 30 - Newton and Rochelle Becker Charitable Trust: 31 - Snider Foundation: 31 | - Hochberg Family Foundation: 39 - Marcus Foundation: 39 - Bodman Foundation: 39 - Emerson Family Foundation: 41 - Eris & Larry Field Family Foundation: 41 - Rita & Irwin Hochberg Family Foundation: 42 - Anchorage Charitable Fund - William Rosenwald Family Fund - Lynde and Harry Bradley Foundation |